# Sorbais
Sorbais ist eine französische Gemeinde mit 261 Einwohnern (Stand: 1. Januar 2022) im Département Aisne in der Region Hauts-de-France (vor 2016: Picardie); sie gehört zum Arrondissement Vervins und zum Kanton Vervins. 

## Geographie
Die Gemeinde Sorbais liegt an der Oise in der Landschaft Thiérache, sieben Kilometer nördlich von Vervins. Nachbargemeinden von Sorbais sind Lerzy im Norden, Froidestrées im Nordosten, Étréaupont im Osten, Laigny im Süden, Autreppes im Südwesten und Westen, Erloy im Westen sowie Buironfosse im Nordwesten.

## Bevölkerungsentwicklung
| Jahr                       | 1962 | 1968 | 1975 | 1982 | 1990 | 1999 | 2006 | 2013 | 2022 |
| Einwohner                  | 460  | 412  | 354  | 337  | 308  | 286  | 277  | 291  | 261  |
| Quellen: Cassini und INSEE |      |      |      |      |      |      |      |      |      |

## Sehenswürdigkeiten

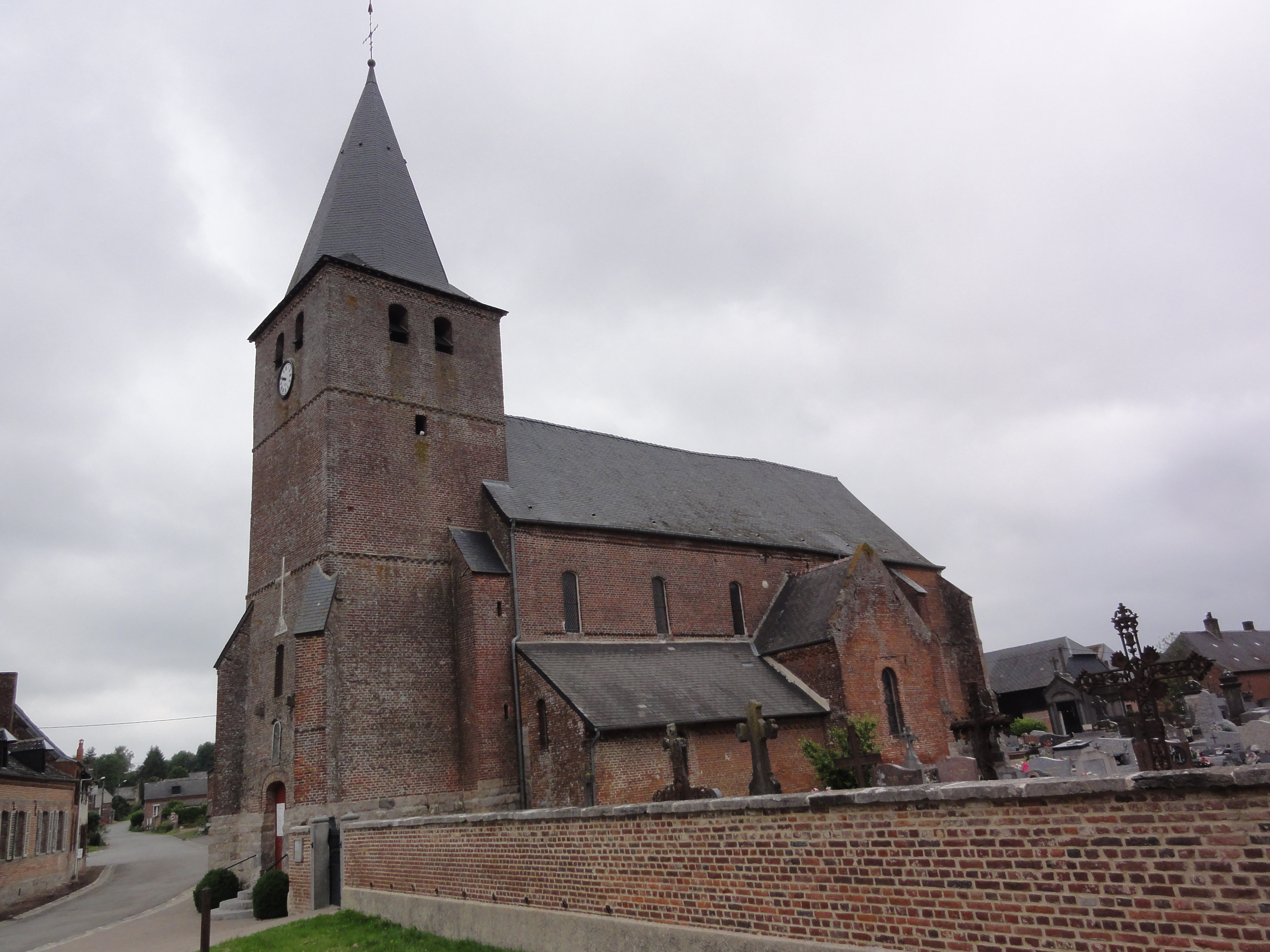
Kirche Saint-Martin
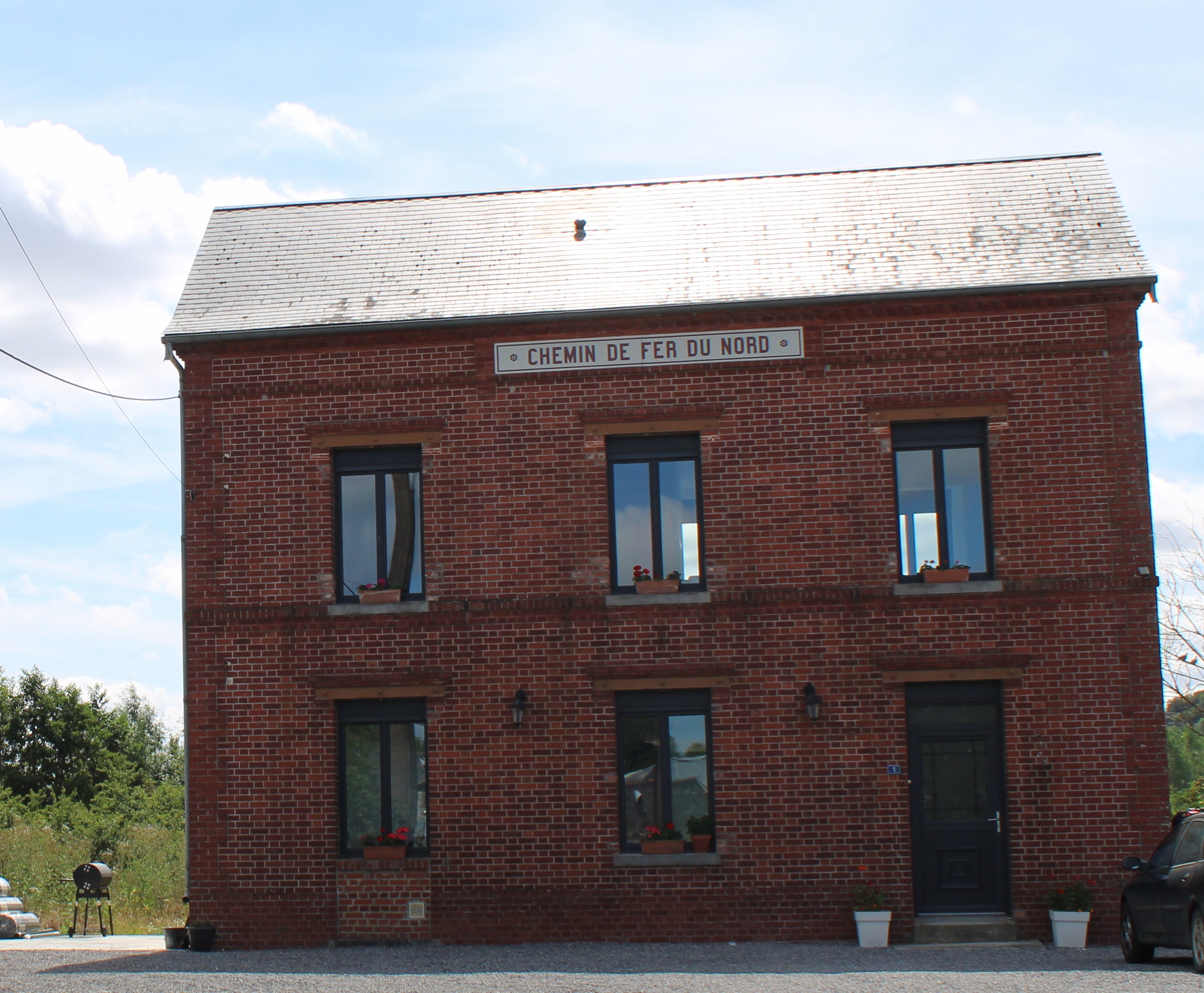
Ehemaliger Bahnhof
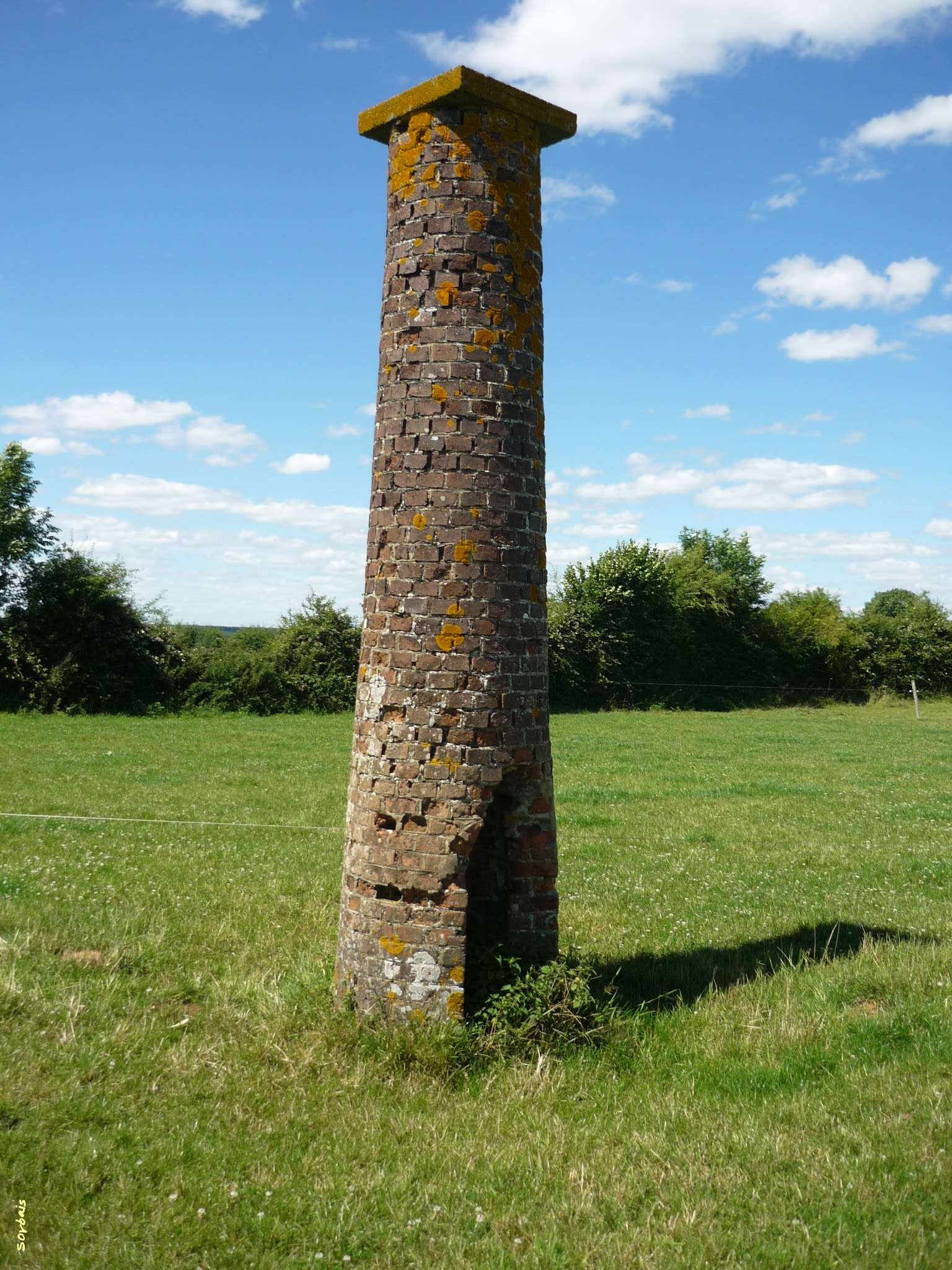
Schornsteinruine
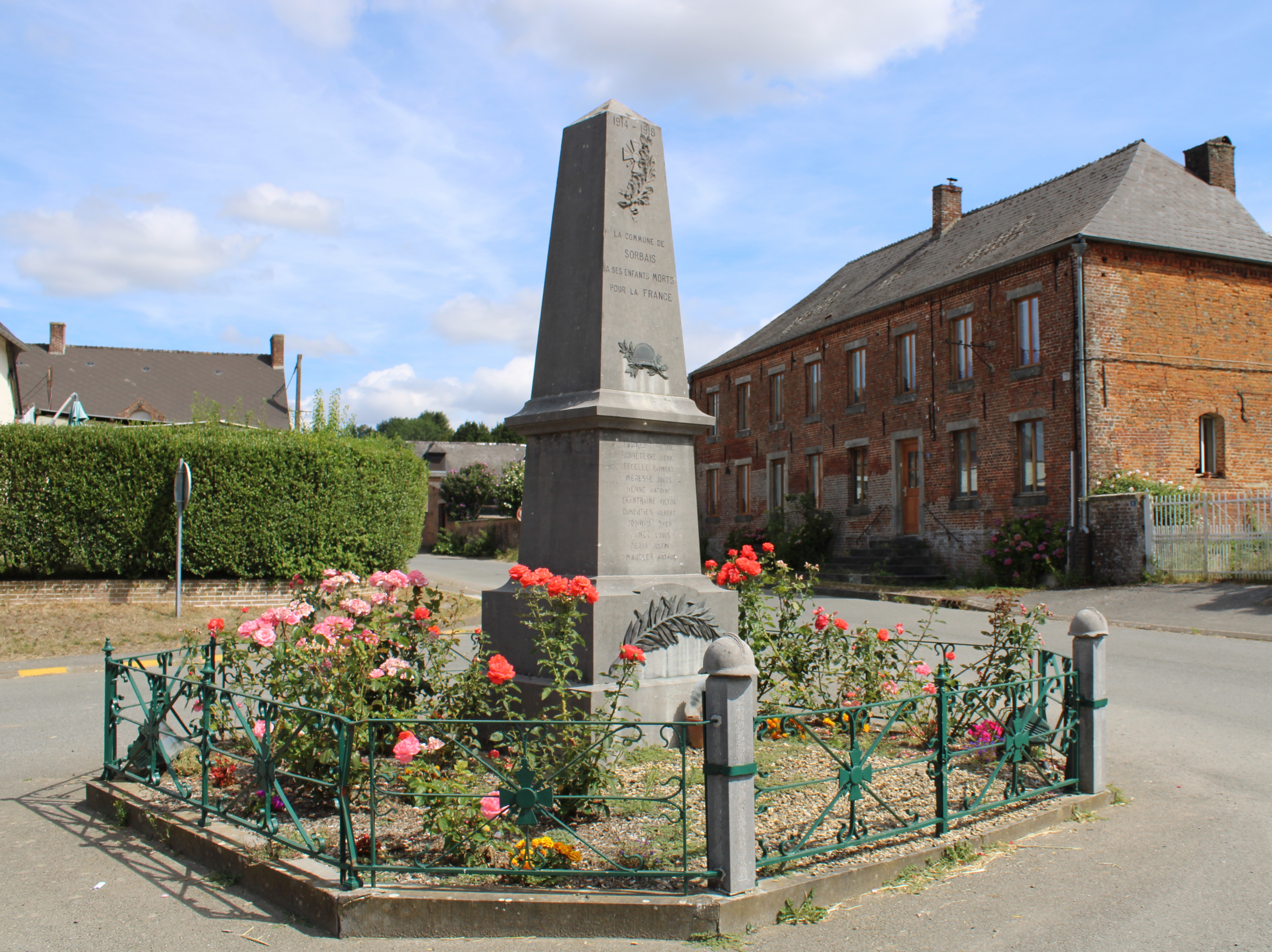
Gefallenendenkmal

- Kirche Saint-Martin
- Ehemaliger Bahnhof
- Schornsteinruine
- Gefallenendenkmal